# Sobowtór (film 2006)
Sobowtór – niezależny polski film obyczajowy z 2005 roku w reżyserii Bodo Koxa.

## Treść
Film składa się z dwóch na pozór oddzielnych, acz przeplatających się wątków. Pierwszy dotyczy Artura - trzydziestolatka, prowadzącego monotonne, samotne życie, wypełnione po brzegi pracą, a po pracy namiętnym oglądaniem telewizji. Artur (Marcin Chabowski) zdaje się być jednak bardzo zadowolony ze swego żywota. Uważa się za zabawnego luzaka, szanowanego i lubianego przez wszystkich. Jego największym marzeniem, bliskim realizacji, jest zakup używanego, sportowego auta. Pewnego dnia przez przypadek ma możliwość poznać na swój temat okrutną prawdę.
Drugi wątek przedstawia kilka dni z życia Anny Lewińskiej. Anna (Magdalena Woźniak) jest bardzo popularną aktorką u szczytu wielkiej kariery. To właśnie kariera jest dla niej najważniejszą rzeczą w życiu. Lewińska postępuje ściśle według wskazówek ekscentrycznego reżysera Oskara Boszko (Bodo Kox), któremu ślepo ufa i traktuje jak swojego Guru. Na kilka dni przed premierą najnowszego dzieła Oskara Boszko pt. "Kraty Nienawiści", gdzie Anna gra główną rolę, w jej życiu dochodzi do niespodziewanej, dramatycznej zmiany.